# Cadillac Escalade
Cadillac Escalade – samochód osobowy typu SUV klasy pełnowymiarowej produkowany pod amerykańską marką Cadillac od 1999 roku. Od 2020 roku produkowana jest piąta generacja modelu.

## Pierwsza generacja

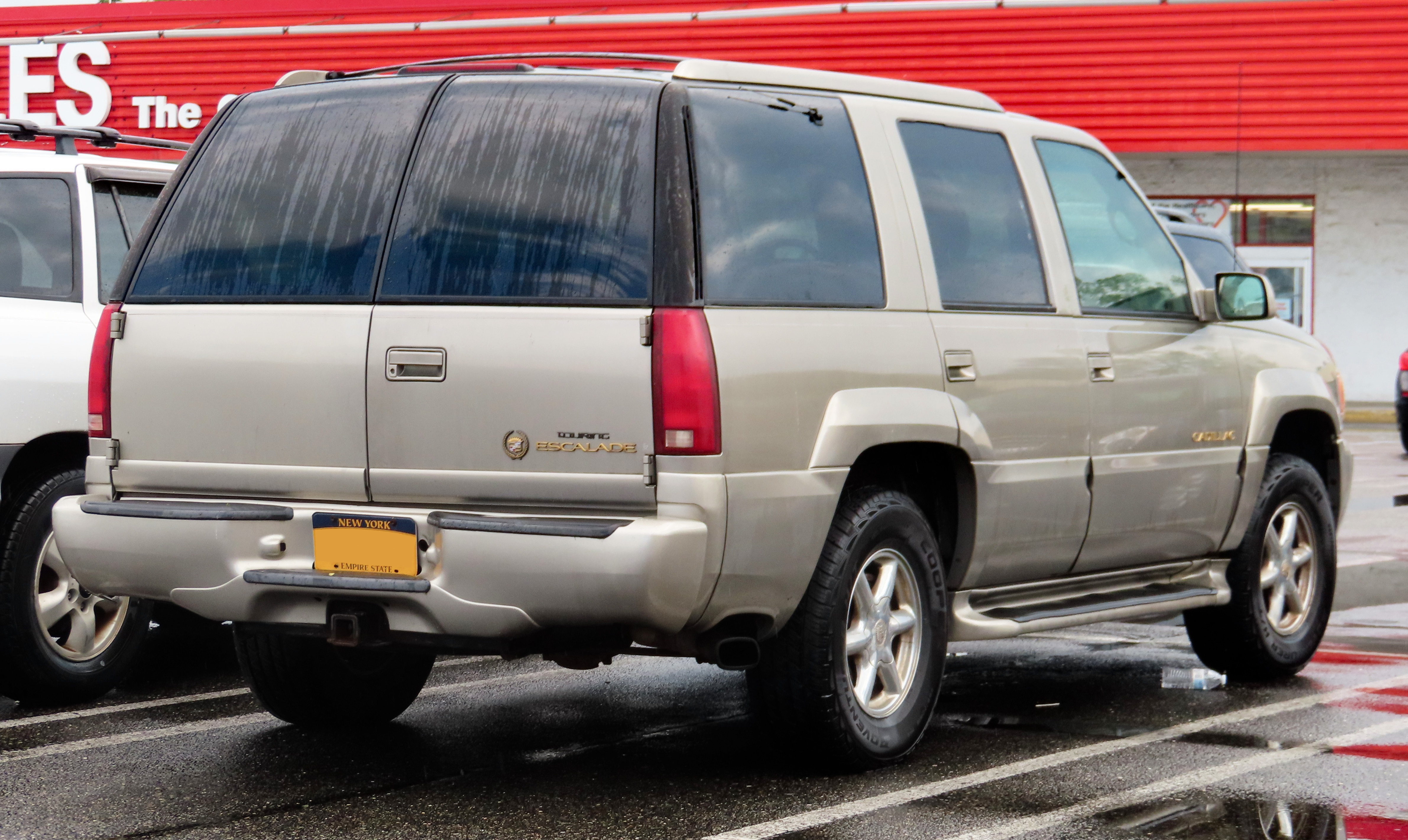
Cadillac Escalade I - tył

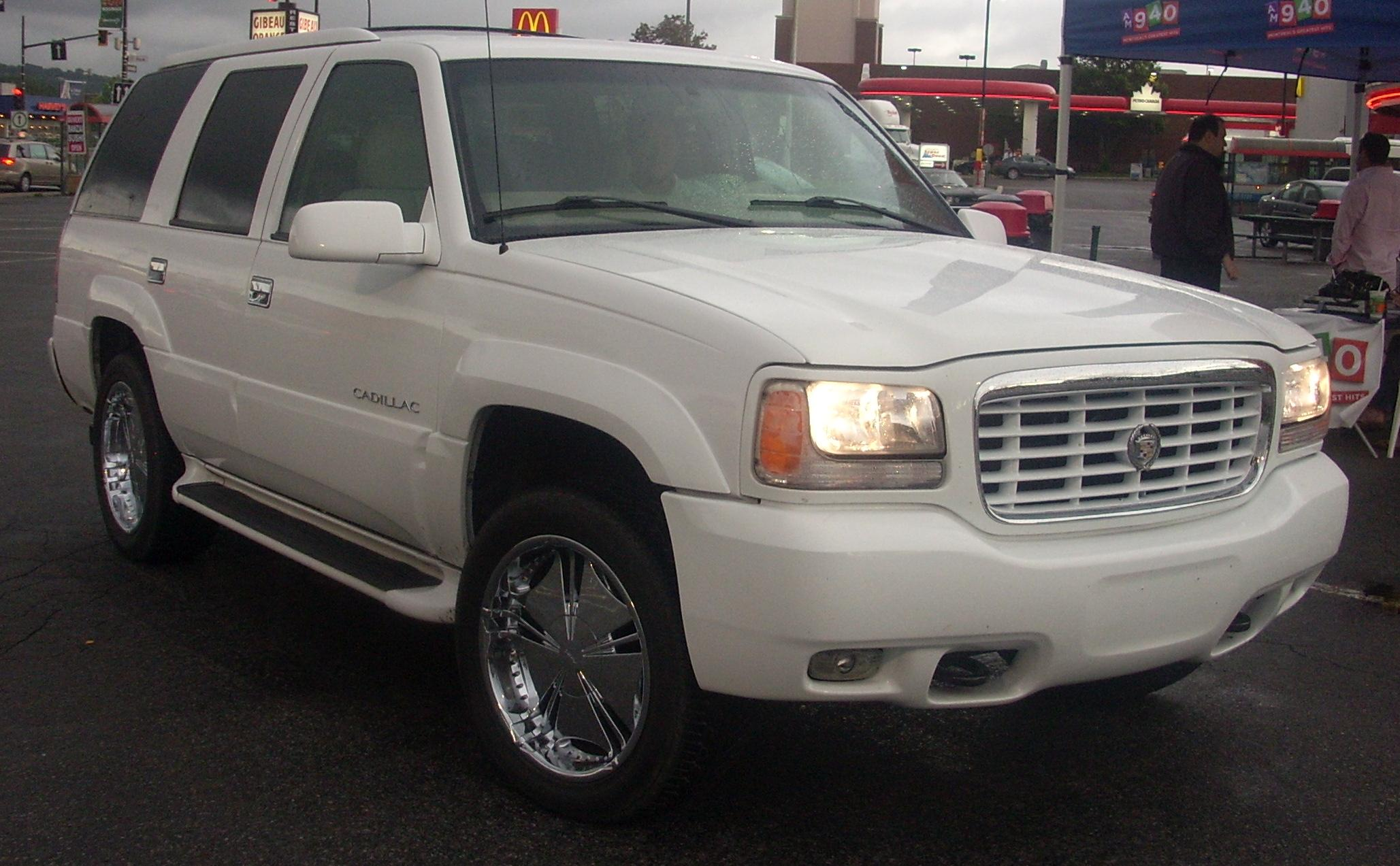
Cadillac Escalade I po tuningu

Cadillac Escalade I został po raz pierwszy zaprezentowany w 1998 roku.
Escalade trafił na rynek pod koniec lat 90. XX wieku jako pierwszy samochód SUV w ofercie Cadillaca, stanowiąc odpowiedź amerykańskiego przedsiębiorstwa na model Navigator konkurencyjnego Lincolna. Pojazd zadebiutował znacznie później od produkowanych od 1991 roku bliźniaczych konstrukcji Chevroleta i GMC, uzupełniając tę rodzinę modelową z siedmioletnim opóźnieniem.
Pod kątem wizualnym pierwsza generacja Cadillaka Escalade przeszła minimalne różnice wizualne w stosunku do pierwowzorów. Escalade I różnił się jedynie znaczkiem i wzorem atrapy chłodnicy od GMC Yukon Denali po modernizacji z 1997 roku.
Jednocześnie, charakterystycznymi dla Escalade cechami był wystrój kabiny pasażerskiej. Dla podkreślenia luksusowego charakteru pojazdu tożsamego z pozycjonowaniem rynkowym Cadillaka, pojazd zyskał dedykowane materiały wykończeniowe do wykończenia m.in. foteli i deski rozdzielczej.
Krótka obecność Cadillaka Escalade pierwszej generacji na rynku, która ograniczyła się do dwóch lat, przełożyła się na niewielką liczbę sprzedanych egzemplarzy - wyniosła ona ok. 50 tysięcy sztuk.

### Silnik
- V8 5.7l L31

## Druga generacja

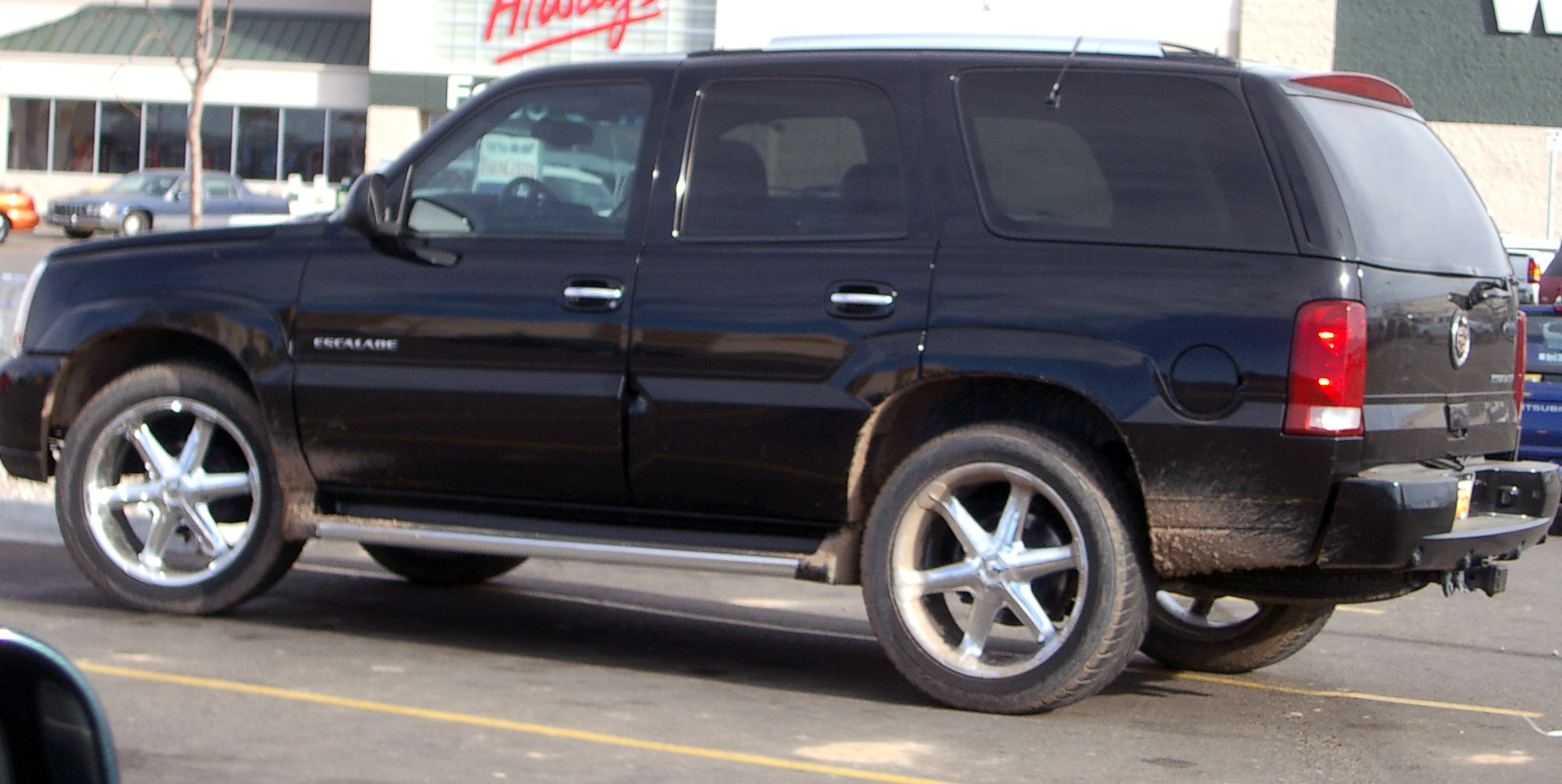
Cadillac Escalade II - tył

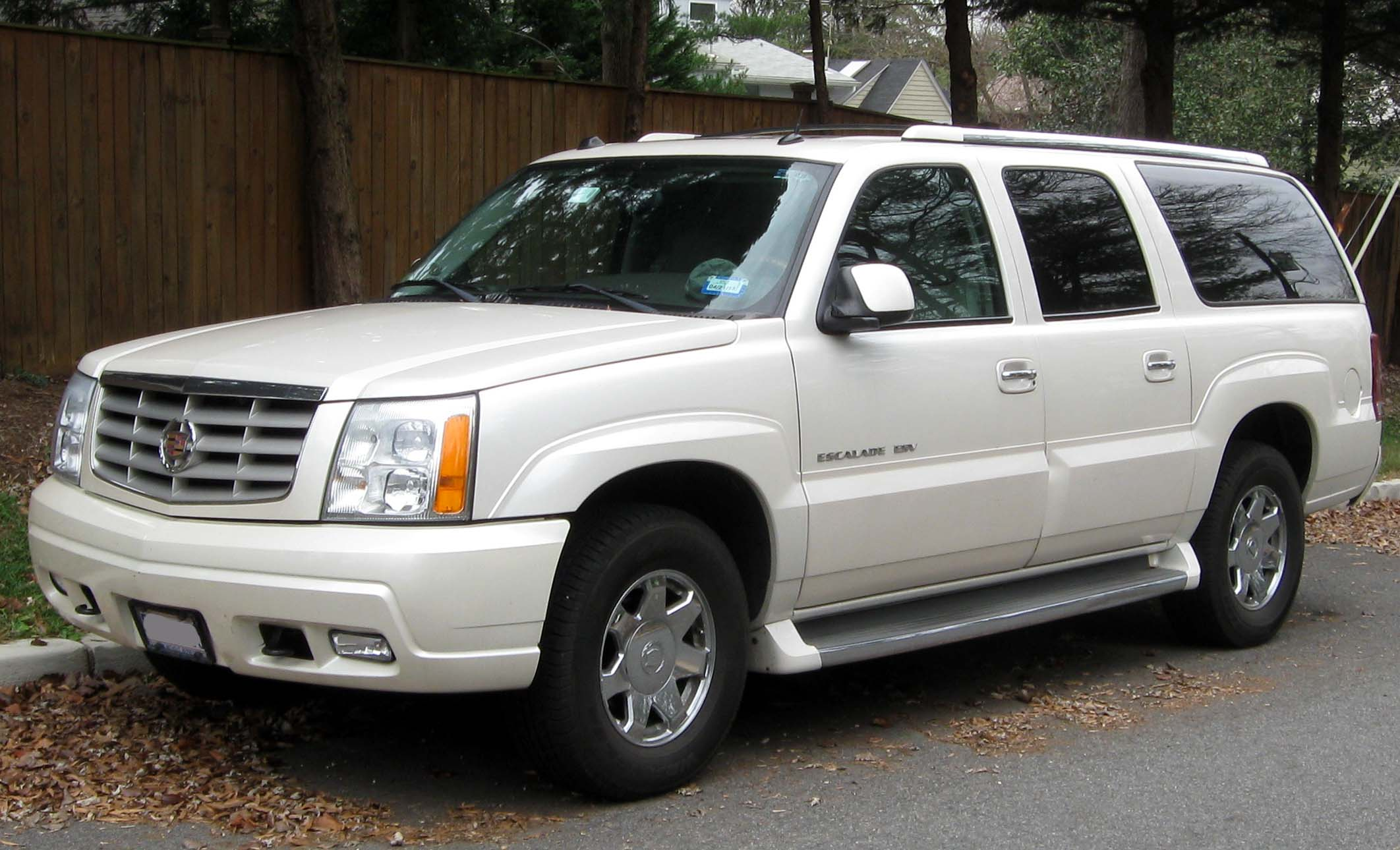
Cadillac Escalade II ESV

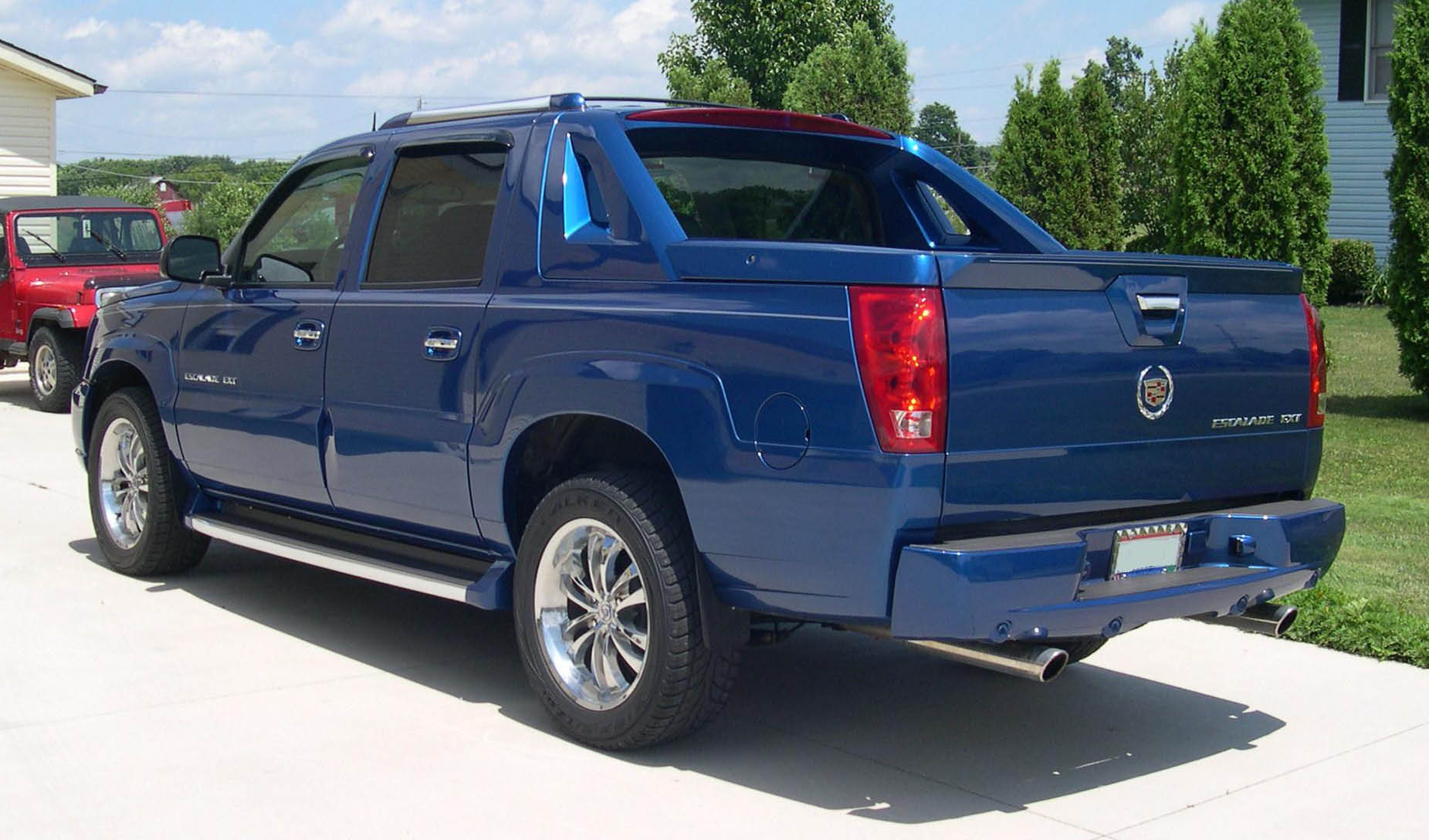
Cadillac Escalade II EXT

Cadillac Escalade II został po raz pierwszy zaprezentowany w 2001 roku.
Druga generacja modelu Escalade, w przeciwieństwie do poprzednika, przedstawiona została tym razem równolegle z bliźniaczymi modelami Chevroleta i GMC opracowanymi na wspólnej platformie GMT 800 koncernu General Motors, którą przeznaczono dla pełnowymiarowych SUV-ów oraz pickup-ów.
Samochód otrzymał bardziej tym razem bardziej indywidualny charakter, zyskują unikalne względem pokrewnych modeli cechy wizualne. Wśród nich znalazła się większa liczba chromowanych ozdobników, a także opracowany podstaw z myślą o Cadillacu pas przedni na czele z prostokątnymi reflektorami.
Kabina pasażerska zyskała luksusowy wystrój z wykorzystaniem drewna i skóry, a także została wyposażona w liczne dodatkowe elementy wyposażenia jak automatyczna klimatyzacja czy elektrycznie sterowane fotele.

### Warianty
Poza wersją podstawową, gama nadwoziowa została poszerzona o wariant z przedłużonym rozstawem osi i dłuższą przestrzenią bagażową o nazwie Escalade ESV, który był bliźniaczy wobec Chevroleta Suburban i GMC Yukon XL. Ponadto, w ofercie znalazł się też wariant pickup będący bliźniakiem Chevrolet Avalanche o nazwie Escalade EXT. Między Escalade, a Escalade ESV widoczna była wyraźna różnica długości - nieco ponad 5 metrów i 5,6 metra.

### Silniki
- V8 5.3l LM7
- V8 6.0l LQ9

## Trzecia generacja

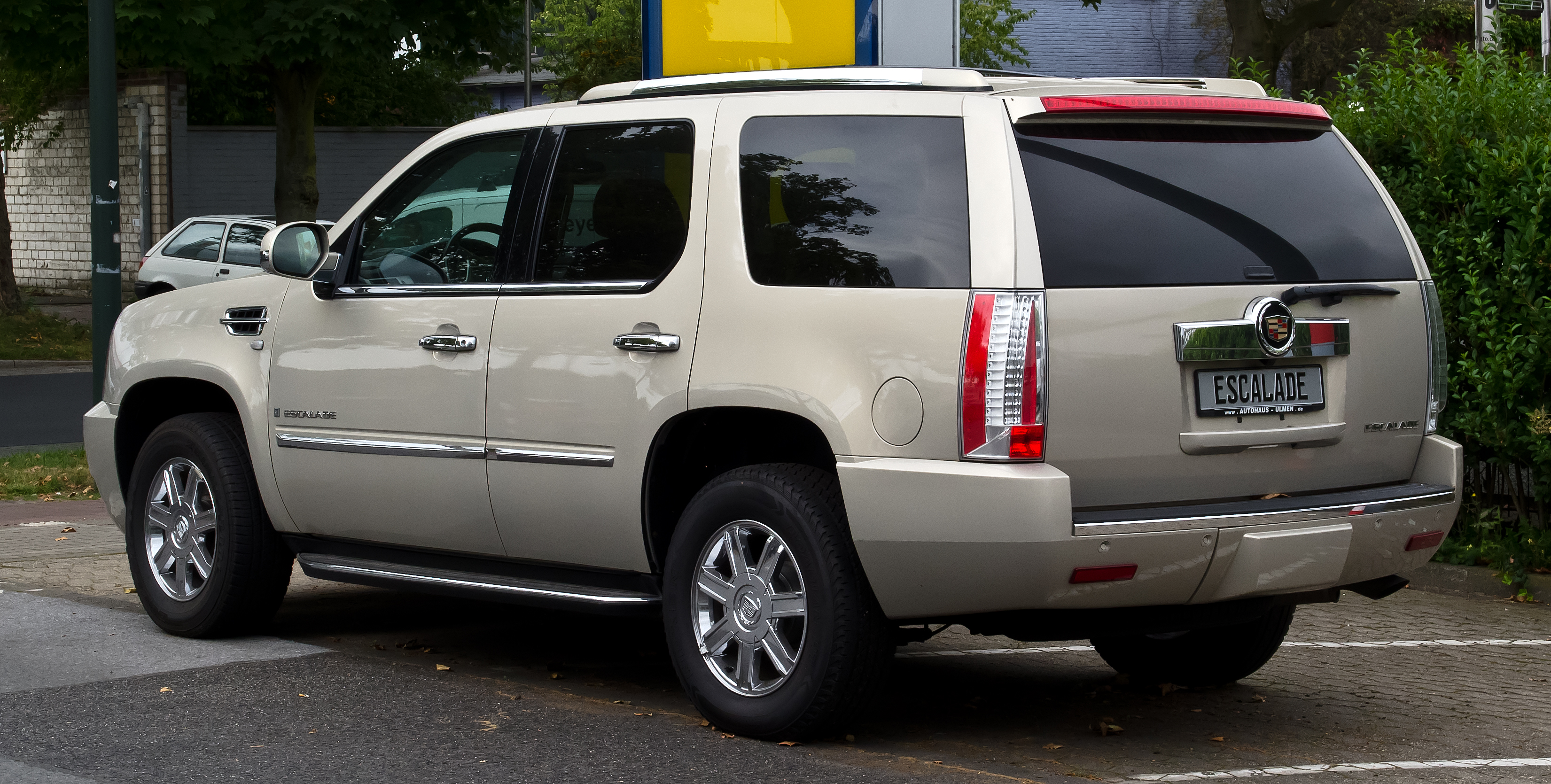
Cadillac Escalade III - tył

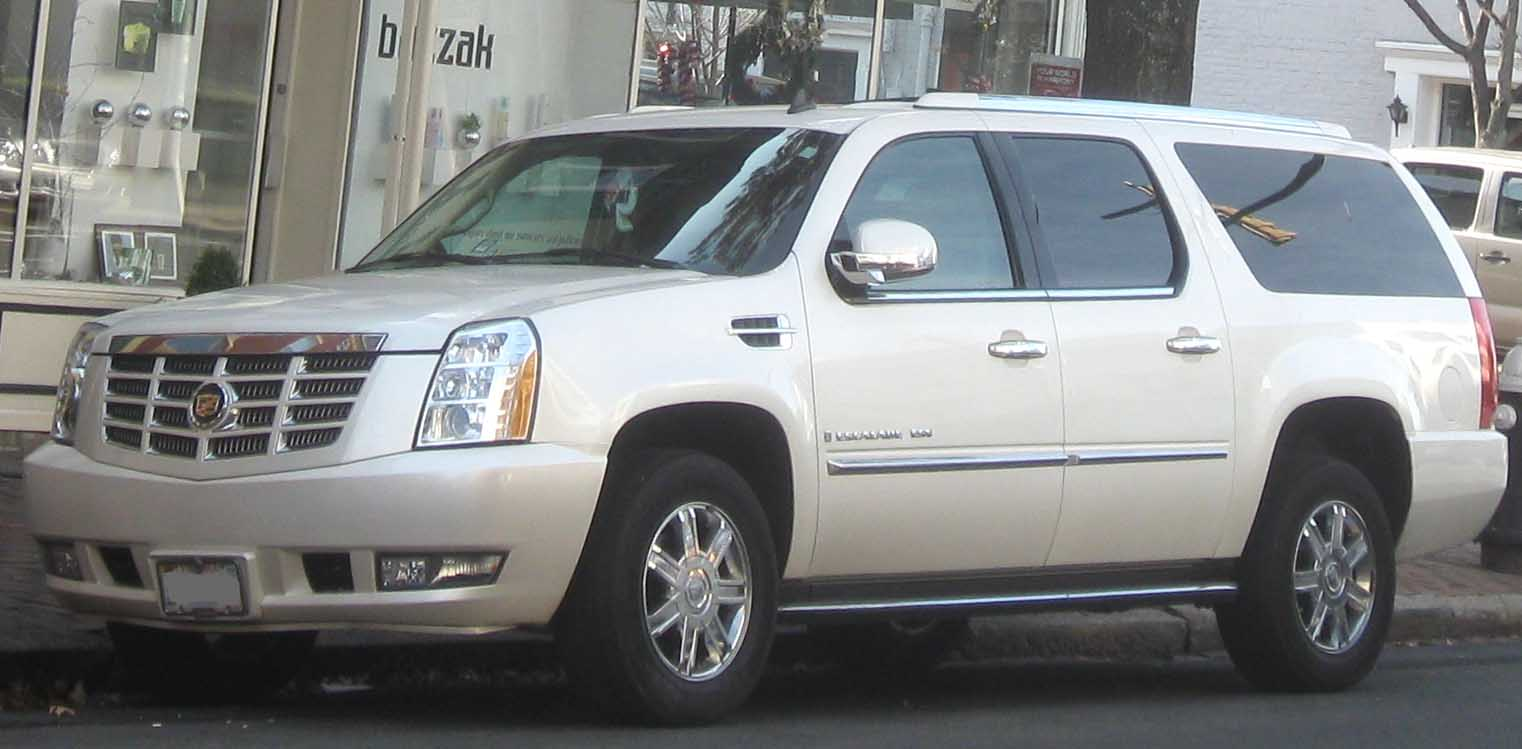
Cadillac Escalade III ESV

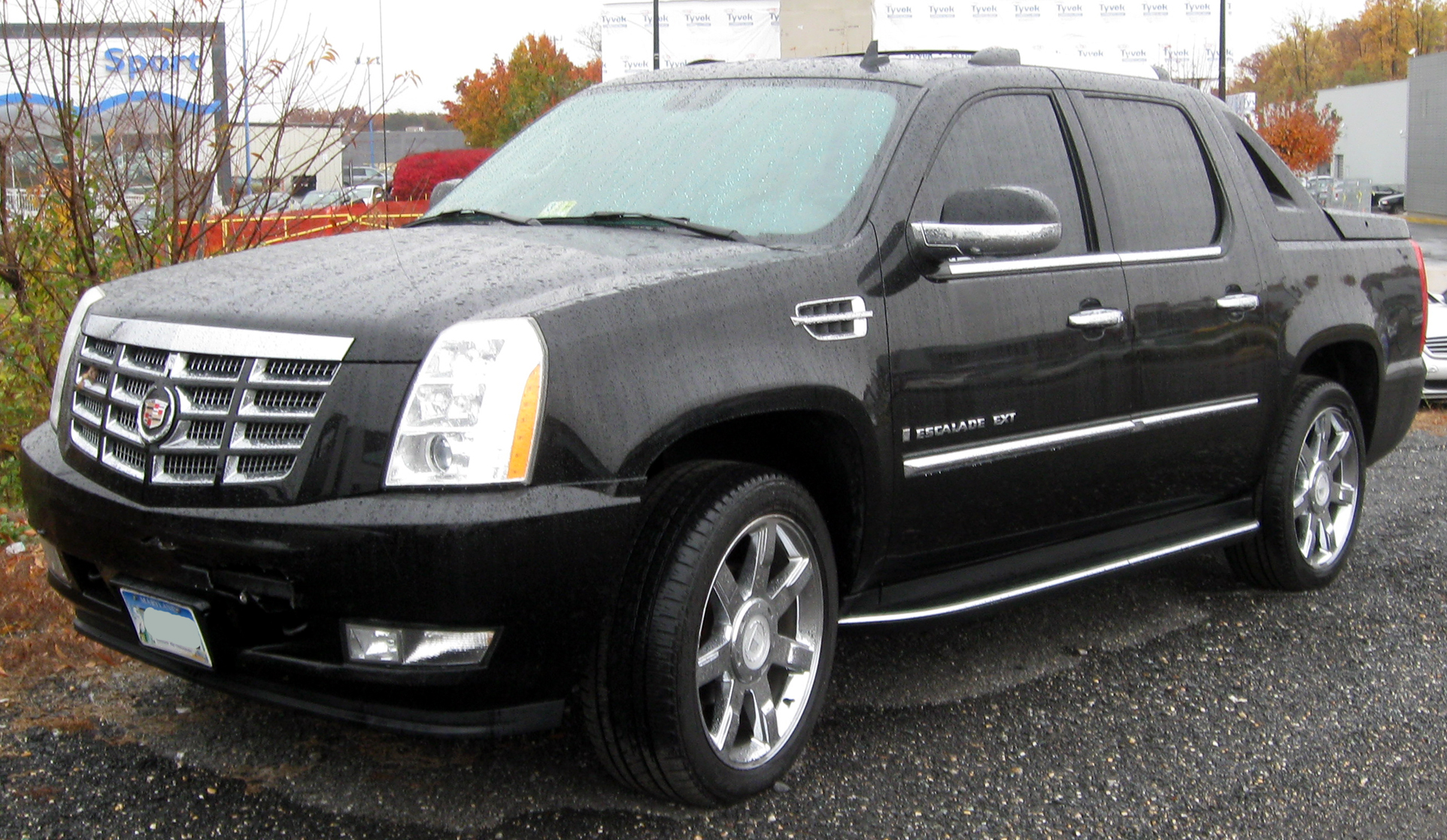
Cadillac Escalade III EXT

Cadillac Escalade III został po raz pierwszy zaprezentowany pod koniec 2005 roku.
Trzecia generacja sztandarowego SUV-a marki Cadillac zyskała obszernie zmodyfikowane nadwozie. Wzorem bliźniacznych konstrukcji Chevroleta i GMC, Escalade III otrzymał bardziej zaokrąglone kanty nadwozia, a także odrębny wygląd pasa przedniego z charakterystycznymi, pionowymi reflektorami i dużą atrapą chłodnicy bogato zdobioną mieszanymi, chromowo-lakierowanymi wstawkami.
Z tyłu ograniczono się do innej aranżacji detali o tożsamym kształcie z bliźniaczymi konstrukcjami. Zastosowano takie same podłużne lampy z przeprojektowanymi, srebrno-czerwonymi wkładami, z kolei nadwozie podobnie jak dotychczas zyskały liczne chromowane ozdobniki i akcenty.
Kluczowymi cechami podkreślającymi luksusowy charakter pojazdu ponownie stały się elementy wystroju kabiny pasażerskiej. Poza tradycyjną, standardową skórzaną tapicerką producent rozbudował elementy wyposażenia - znalazły się wśród nich m.in. odtwarzacz DVD, kamera cofania, nawigacja satelitarna czy radio z łącznością internetową. W centralnym punkcie konsoli centralnej w desce rozdzielczej po raz pierwzy umieszczono dotykowy wyświetlacz systemu multimedialnego o przekątnej 8 cali. Do materiałów wykończeniowych ponownie wykorzystano wstawki z drewna, jak i chromu.
W listopadzie 2007 roku zaprezentowana została nowa, topowa odmiana Escalade trzeciej generacji o nazwie Platinum. Samochód w tej konfiguracji został wyposażony m.in. w 22-calowe chromowane alufelgi wykończone chromem, reflektory oparte na technologii LED oraz kilka dotykowych ekranów LCD znajdujących się w kabinie pasażerskiej. Przy okazji delikatnie zmodyfikowany został grill pojazdu.

### Warianty
Podobnie jak w przypadku poprzednika, na bazie trzeciej generacji Cadillaka Escalade została zbudowana także wersja ESV. Charakteryzowała się ona przedłużonym rozstawem osi, przekładającym się na znacznie większą przestrzeń bagażową i więcej miejsca w drugim rzędzie siedzeń. Ponadto, po raz drugi i zarazem ostatni ofertę uzupełnił także bliźniaczy z Chevroletem Avalanche pickup o sufiksie EXT.

### Silniki
- V8 6.0l LFA
- V8 6.0l LZ1
- V8 6.2l L92
- V8 6.2l L9H
- V8 6.2l L94

## Czwarta generacja

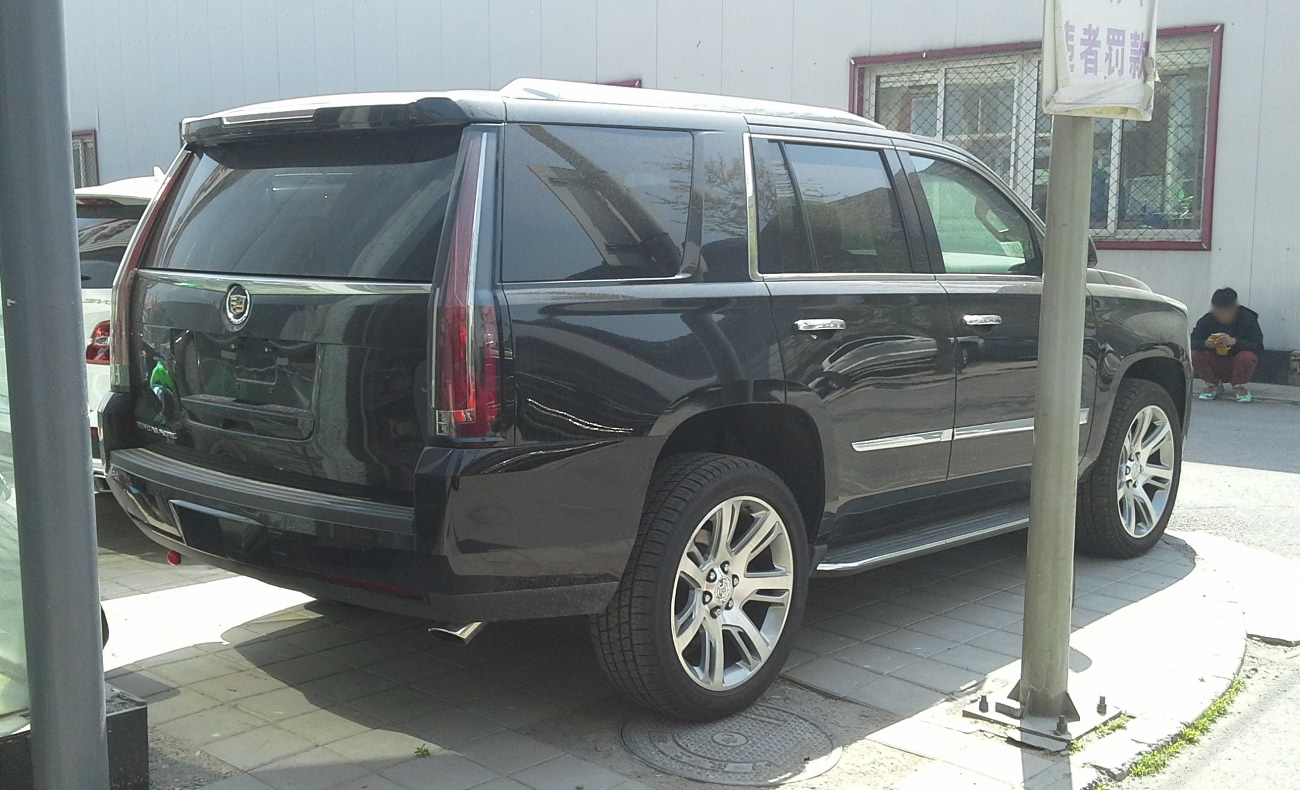
Cadillac Escalade IV - tył

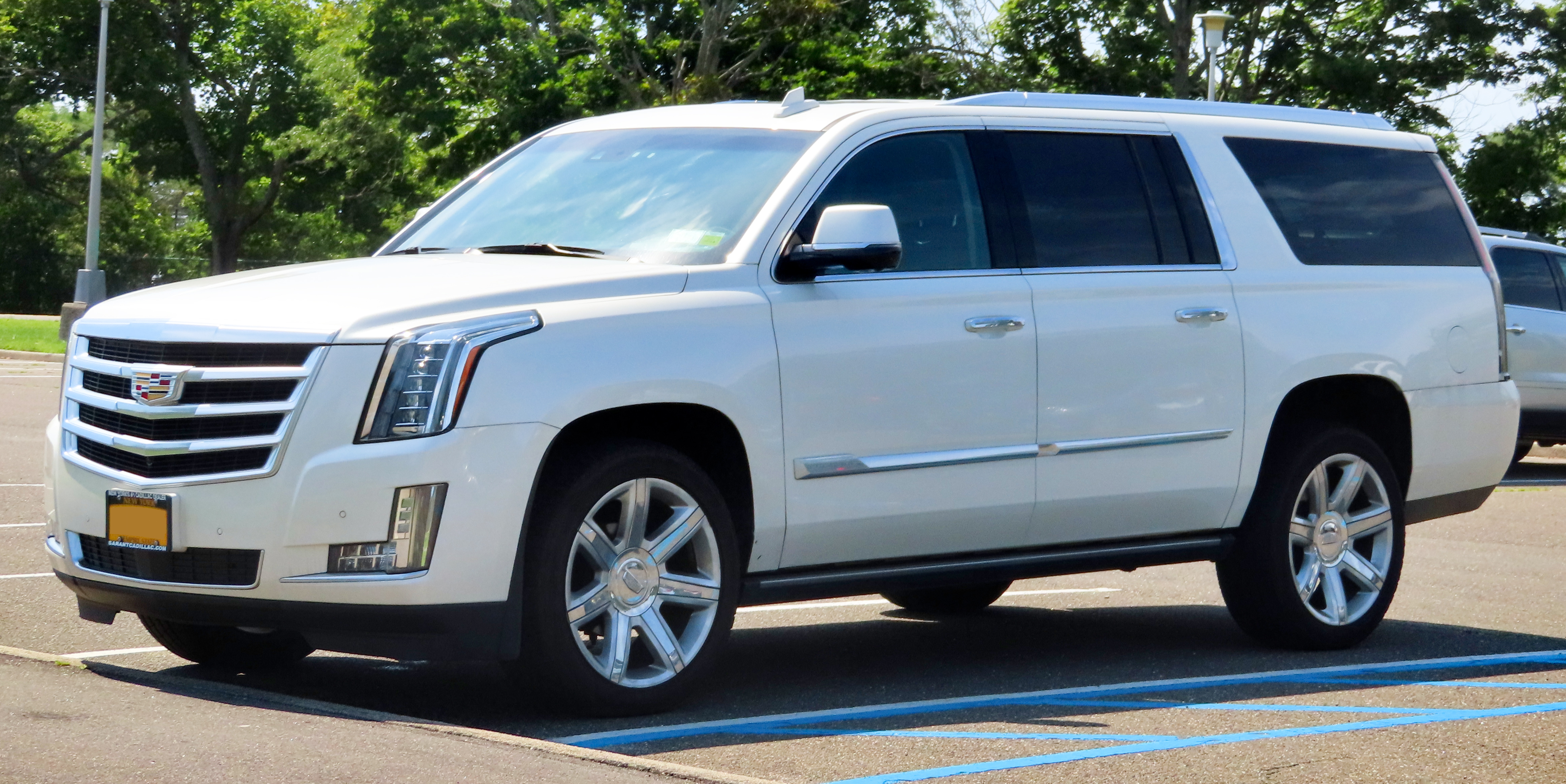
Cadillac Escalade IV ESV z nowym logo

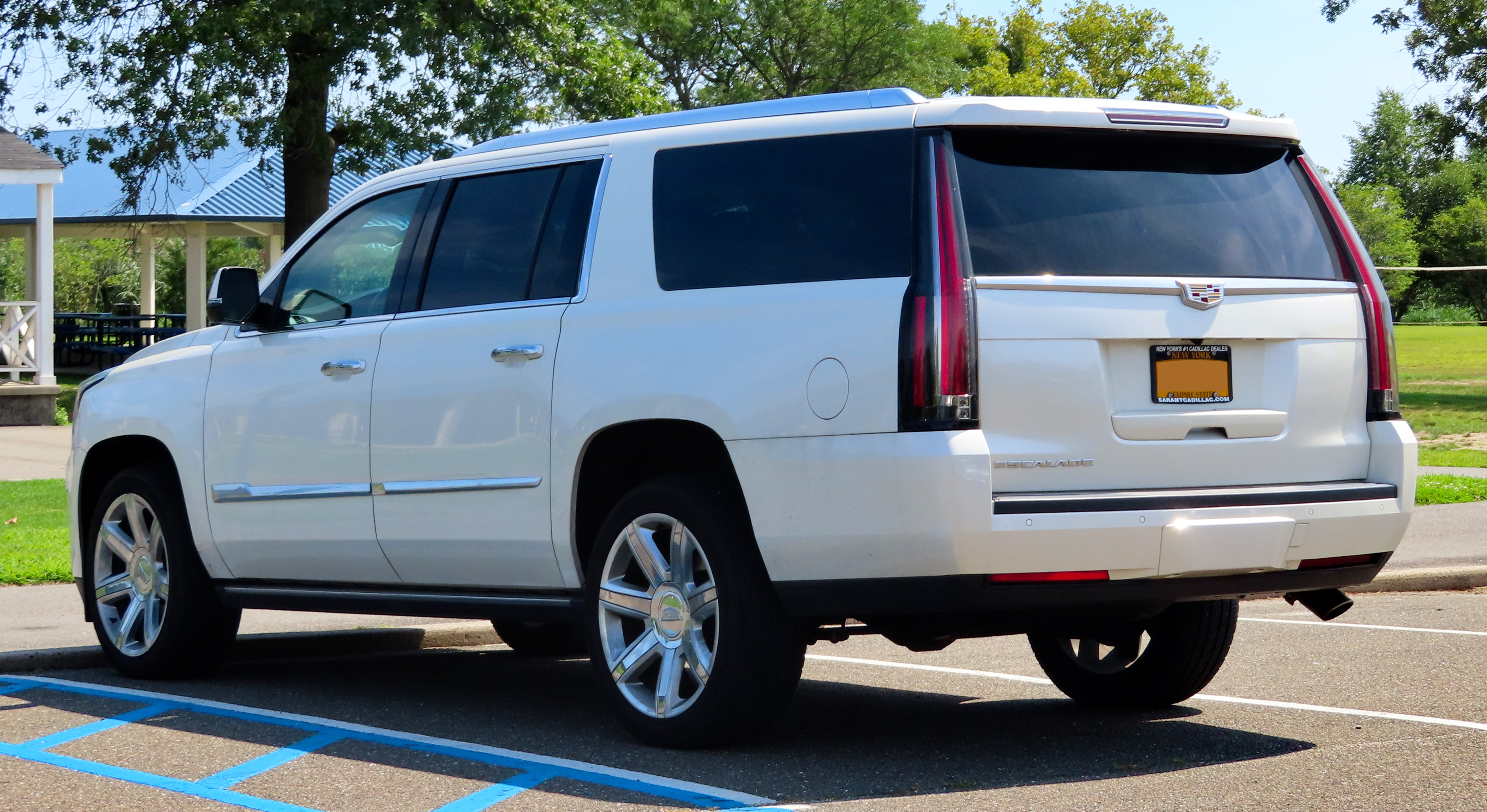
Cadillac Escalade IV ESV - tył

Cadillac Escalade IV został po raz pierwszy zaprezentowany w 2013 roku.
Zupełnie nowa, czwarta generacja Escalade miała swoją premierę podczas targów motoryzacyjnych New York Auto Show 2013. Przeszła ona ewolucyjny zakres modyfikacji w stosunku do produkowanego przez niemal dekadę poprzednika. Obszernie zmodyfikowany został szczególnie pas przedni, a także sylwetka z wyraźnie zarysowanymi przetłoczeniami.
Charakterystycznym elementem pojazdu stała się duża, chromowana atrapa chłodnicy upodabniająca Escalade IV do innych produkowanych wówczas pojazdów Cadillaka oraz nowe, kanciate reflektory wykonane w technologii LED. Po raz pierwszy zmodyfikowano względem bliźniaczych modeli Chevroleta i GMC kształt tylnych lamp, które stały się wyższe i objęły całe słupki D.
Po raz pierwszy od początku produkcji Cadillac Escalade otrzymał spersonalizowaną deskę rozdzielczą z przeprojektowanym układem przyrządów. Wyposażono ją m.in. w 12,3 calowy wyświetlacz, który zastąpił tradycyjne, montowane dotychczas zegary, a także drugi 8-calowy ekran dotykowy sterujący systemem informacyjno-rozrywkowym.
Pojazd otrzymał wzmocnione zawieszenie, elektryczne wspomaganie układu kierowniczego o zmiennej sile działania oraz układ Magnetic Ride Control a także automatycznie dołączany dyferencjał tylnej osi oraz układ stabilizacji toru jazdy (StabiliTrak).
Samochód standardowo wyposażony był m.in. w elektryczne sterowanie szyb, elektryczne sterowanie lusterek, 8-calowy ekran dotykowy oraz 20-calowe alufelgi. Opcjonalnie samochód wyposażyć można m.in. w odtwarzacz DVD/Bluray wyposażony w jeden lub dwa 8-calowe wyświetlacze oraz 22-calowe alufelgi. W połowie 2014 roku zaprezentowana została wersja Platinum. Pojazd został wyposażony m.in. w większą liczbę chromowanych elementów, 22-calowe alufelgi, regulowane w 18-pozycjach skórzane fotele przednie z funkcją podgrzewania i wentylowania, połączenie z internetem 4G LTE oraz system kamer.

### Silnik
- V8 6.2l EcoTec3

## Piąta generacja

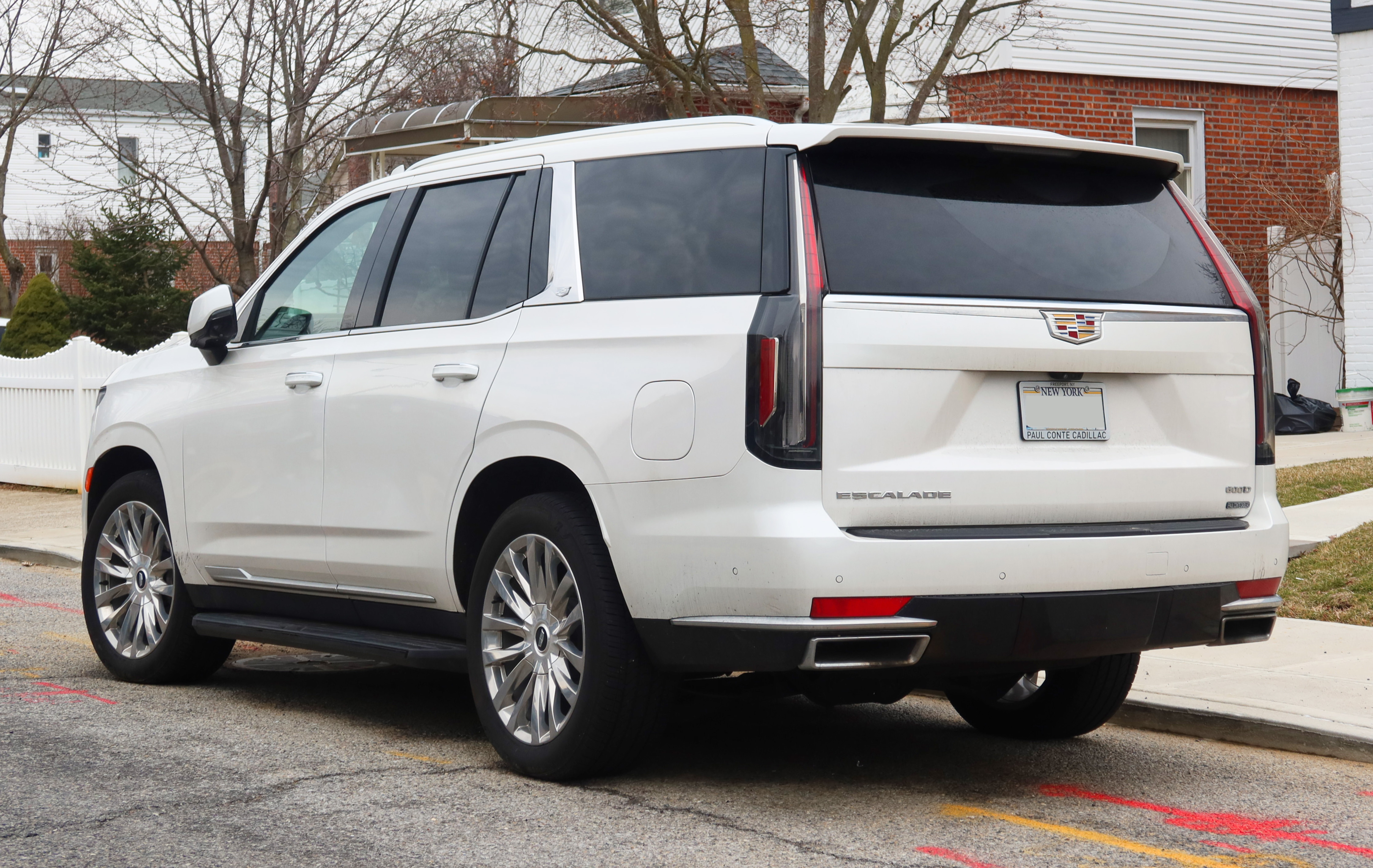
Cadillac Escalade V - tył

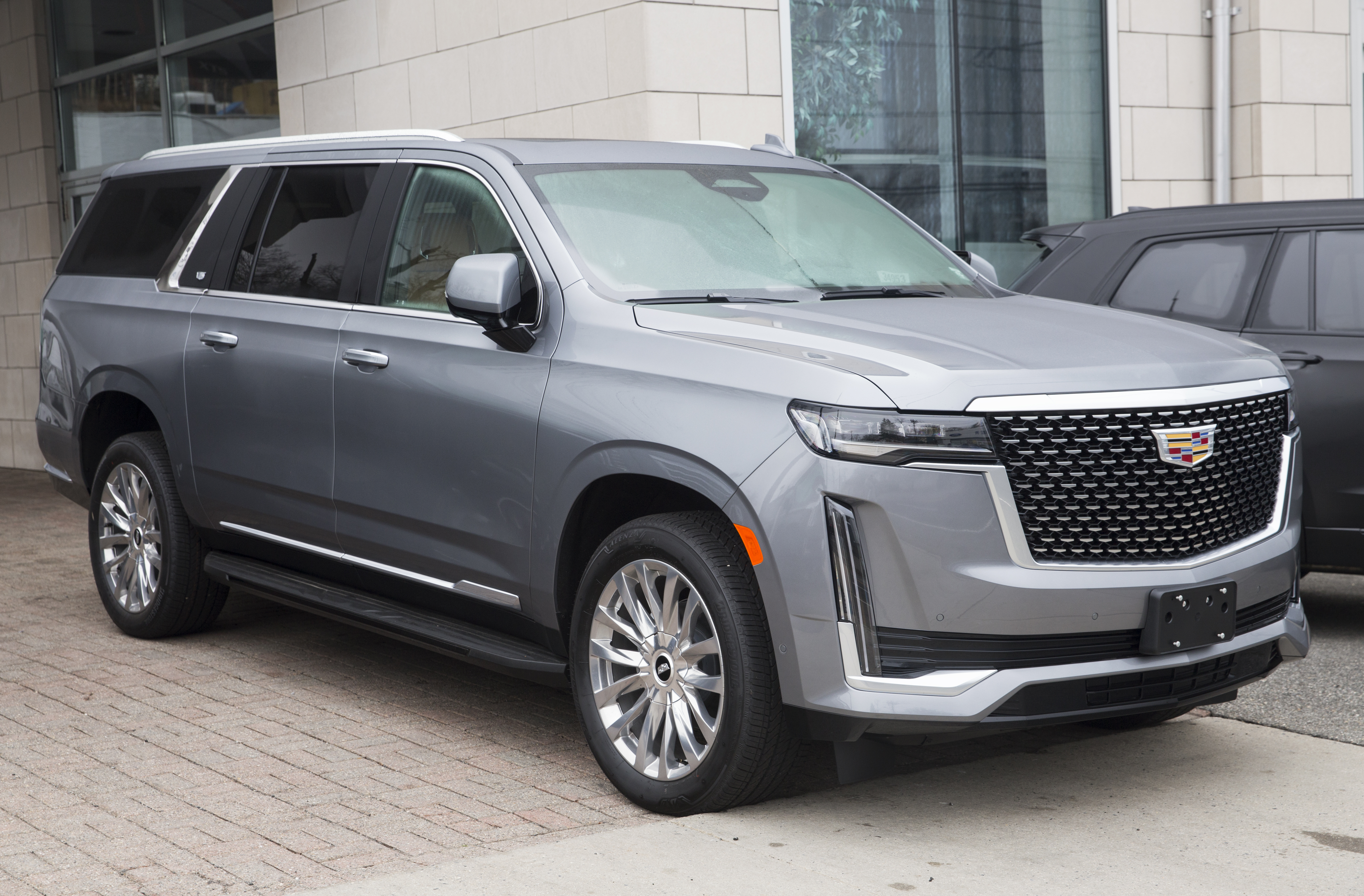
Cadillac Escalade V ESV Premium Luxury

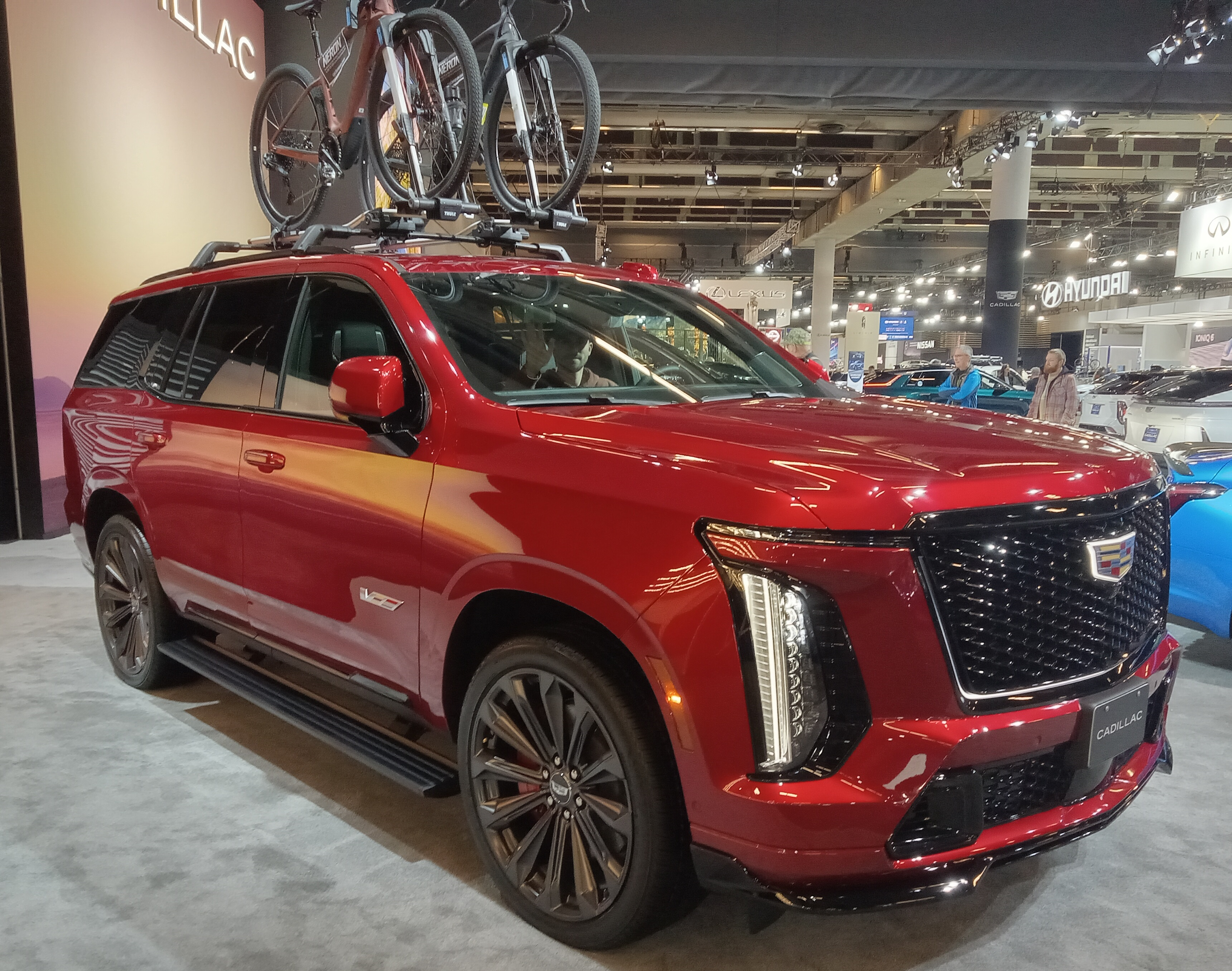
Cadillac Escalade V po liftingu

Cadillac Escalade V został zaprezentowany po raz pierwszy w 2020 roku.
Intensywny testy przedprodukcyjnych, zamaskowanych egzemplarzy Escalade piątej generacji rozpoczęły się w pierwszej połowie 2018 roku. Rok później potwierdzono, że samochód zostanie oficjalnie zaprezentowany na początku 2020 roku. Debiut zupełnie nowego Escalade V poprzedziła premiera nowe wcieleń bliźniaczych modeli Tahoe i Suburban, które Chevrolet przedstawił jeszcze w 2019 roku w pierwszej połowie grudnia, opierając na platformie GMT 1XX. Dzień po światowym debiucie tych modeli, w internecie opublikowano szpiegowskie zdjęcia niezamaskowanych Cadillaków Escalade piątej generacji pochodzące z linii produkcyjnej.
Oficjalna premiera Escalade V odbyła się na początku lutego 2020 roku. Zgodnie z zapowiedziami, samochód przeszedł ewolucyjny kierunek zmian w stosunku do dotychczas wytwarzanego modelu czwartej generacji.
Z przodu pojawiły się wąskie, poziomo ulokowane reflektory, a także nowa, większa atrapa chłodnicy i wloty powietrza nawiązujące do mniejszego modelu XT6. Tylne lampy zachowały kształt podłużnych, pionowych pasków biegnących przez całą wysokość nadwozia. Najwięcej zmian pojawiło się w kabinie pasażerskiej, gdzie Cadillac zamontował trzy wyświetlacze OLED o przekątnej 7,2, 14,2 oraz 16,9 cala.

### Lifting
W lipcu 2024 zaprezentowano Escalade'a piątej generacji po obszernej i głębokiej modernizacji, która objęła zarówno wygląd zewnętrzny, jak i wewnętrzny. Z przodu pojawił się przeprojektowany, większy wlot powietrza, a także dwurzędowe reflektory tworzone przez niżej osadzone szeroko rozstawione główne reflektory oraz wyżej osadzony dodatkowy segment z oświetleniem dziennym - identycznie względem elektrycznego Escalade'a IQ. Do elektrycznego modelu upodobniono także kabinę pasażerską, gdzie odrzucono dotychczasową koncepcję na rzecz całkowicie nowego projektu. Bardziej minimalistyczny kokpit zdominował szeroki, 55-calowy panel tworzony przez cyfrowe zegary oraz system multimedialny sięgający do pasażera. Ekran dotykowy utworzył także panel klimatyzacji, sąsiadując z przeprojektowanym tunelem środkowym.

### Sprzedaż
Sprzedaż Cadillaka Escalade V została zaplanowana na koniec 2020 roku. Pojazd przeznaczono do oferowania na rynkach Ameryki Północnej, Chin, Bliskiego Wschodu oraz Rosji, Białorusi i Ukrainy.

### Silniki
- R6 3.0l LM2 (Diesel)
- V8 6.2l EcoTec3